# Le Processus
Le Processus est une bande dessinée en noir et blanc de Marc-Antoine Mathieu, tome 3 de la série Julius Corentin Acquefacques, sortie en 1993.

## Synopsis
Julius Corentin Acquefacques se réveille un matin en tombant du lit (rien de bien grave). Il se prépare pour aller au ministère du rêve, où il est convoqué. C'est alors qu'il aperçoit dans son lit superposé... son double ! Ce dernier se conduit bizarrement, et veut à tout prix empêcher le vrai J.C. Acquefacques d'aller à son rendez-vous. Mais celui-ci prend tout de même un taxi ; son double se lance alors à sa poursuite. Mais est-ce que tout ceci n'aurait pas un rapport avec l'horloge de J.C.A. qui, à cause d'un subtil mouvement du mécanisme, avance ? Quoi qu'il en soit, rien ne semble pouvoir arrêter le « Processus »...

## Récompenses
- Alph'Art de la meilleure histoire au festival d'Angoulême 1994.